# یاردویل (نیو جرسی)
یاردویل (به انگلیسی: Yardville) یک منطقهٔ مسکونی در ایالات متحده آمریکا است که در همیلتون، نیوجرسی واقع شده‌است. یاردویل ۱۰٫۵۵۱ کیلومتر مربع مساحت و ۷٬۱۸۶ نفر جمعیت دارد و ۱۸ متر بالاتر از سطح دریا واقع شده‌است.